# Copa Intercontinental de fútbol sala femenino
La Copa Intercontinental de fútbol sala femenino es un torneo internacional de fútbol sala femenino jugado por las campeonas del European Women’s Futsal Tournament y las vencedoras de la Copa Libertadores de Futsal Femenino.
Es una competición que se juega en el formato ida y vuelta en los países de origen de los respectivos participantes. La primera edición fue en 2019 y participaron los equipos de Futsi Atlético Navalcarnero y Leoas da Serra.
| Temporada | Campeón        | Resultado       | Subcampeón                  | Sede Final                         |
| --------- | -------------- | --------------- | --------------------------- | ---------------------------------- |
| 2019      | Leoas da Serra | 1–3 ; 5–2(pro.) | Futsi Atlético Navalcarnero | La Estación, Navalcarnero-*, Lages |

### Títulos por país
| País                        | Títulos | Subcampeonatos |
| --------------------------- | ------- | -------------- |
| Leoas da Serra              | 1       | 0              |
| Futsi Atlético Navalcarnero | 0       | 1              |